# 愛音ゆう
愛音 ゆう（あいね ゆう、1986年12月3日 - ）は、日本の元AV女優。ティーパワーズに所属していた。

## 略歴
東京都出身。
2007年、ロリ系のAV女優としてデビュー。
2011年、ブログで引退を発表。
2015年、ブログで結婚したらしいことを明かした。

## 出演作品

### アダルトビデオ
2007年
- 思春期愛好家（1月19日、GUTS）
- 素人ギャルはエッチが大好き!! 2（1月25日、モデスト）他出演:元木ひなよ、那月りの、瀬咲るな、瀬戸ひなた
- 女子校生限定! 中出しアリの! 腰フリダンス（2月22日、ディープス）共演:春名えみ、長谷川なぁみ
- 素人モデルエロエロオーディション2（2月25日、シャッフル）他出演:君嶋紘子、矢吹怜子、華咲唯
- 潮吹きっぱなし!連続潮吹き絶頂ドキュメント! 最終絶頂計画（3月7日、エイチ・エス映像）
- 少年おちんぽ兄弟の母親性的逆しつけ（3月19日、CROSS）共演:望月加奈、真鍋美奈
- 熟マゾレズビアン（4月19日、CROSS）共演:神楽メイ 他出演:桜田さくら、瀬名えみり、月野しずく
- ストックホルム症候群（4月24日、テイクワン）
- ONLY★FUCK 10（4月30日、冒険ゴリラ）他出演:瀬名ゆうり
- 集団エロGALサークル（5月11日、メディアバンク）共演:川野愛、加々美由貴、矢吹怜子、佐伯由美
- IP OFFICE（7月1日、アイデアポケット）共演:星野美空、池野朋、長谷川あゆみ、黒崎ルナ、飯田さやか、松嶋侑里、秋本由香里、さくらりこ、美咲沙耶、藤本さおり、仲村もも、大沢佑香 他
- 集団ビキニTバック中出し痴女（7月13日、メディアバンク）共演:佐々木しのぶ、相楽杏、矢吹怜子 他
- 注文だよっ!! 4（7月25日、モデスト）他出演:瀬戸ひなた
- ご主人様とペットの禁断の秘密（9月6日、アウダースジャパン）共演:葉月奈穂、柚月ひかる、園原みか
- DOKIレズ 14（9月6日、アウダースジャパン）共演:柚月ひかる 他出演:葉月奈穂、園原みか
- スーパースターはロリが好き（9月19日、ドグマ）共演:長谷川瞳
- マゾ女教師性器肛門二穴ママと、いたずらサディスト娘と女生徒（9月19日、CROSS）共演:望月加奈、宝月ひかる
- KARMAファン感謝祭 KARMA3周年だヨ! ロリロリバスツアー3（10月13日、カルマ）共演:椎名りく、大沢佑香、瀬戸ひなた、あいみ 他
- 性的過保護なママのお腹が大きくなって、甘えん坊やとおマセな姉はちょっとやきもち近親相姦（10月19日、CROSS）共演:水谷ひとみ、長谷川さやか
- みるきぃHi-スクール（10月25日、みるきぃぷりん♪）
- FELLATIO FESTIVAL 7（11月1日、アイデアポケット）共演:Marin.、長谷川あゆみ、真中かおり、高瀬七海 他
- 白雪姫 Snow White（11月8日、SODクリエイト）共演:観月若菜、加納さつき 他
- 裏ロリロリバスツアー（11月13日、カルマ）共演:椎名りく、大沢佑香、瀬戸ひなた、あいり 他
- ふたなりパイパン女教師（11月19日、ドグマ）共演:姫野愛
- 少年ロリータ おちんぽ海岸物語（12月1日、CROSS）共演:宝月ひかる、森野ひな
- ヘンゼル&グレーテル（12月6日、SODクリエイト）共演:藤沢ローラ、瀬戸ひなた、鈴木ありさ、姫野りむ、城本久美
- 無毛少女闇市場 裏撮影会で試食された3人の娘たち（12月15日、グローリークエスト）共演:瀬戸ひなた、立花なお

2008年
- ろり★レズ 課外授業（1月31日、笠倉出版社）共演:園原みか
- ラブレズ（2月19日、みるきぃぷりん♪）共演:瀬戸ひなた
- 会員制ロリータ美術館（2月21日、V&Rプロダクツ）共演:永瀬あき、園原りか、並樹ゆりあ、瀬戸ひなた、杏野まひる、飯島くらら、桜沢みゆ
- 初音ミコ（2月21日、イフリート）
- 真正中出しプリンセス 9（2月29日、モブスターズ）
- 教師と生徒の禁断な関係（3月7日、アウダースジャパン）共演:七瀬かすみ、安藤なつ妃、河愛杏里
- DOKIレズ 20（3月7日、アウダースジャパン）共演:河愛杏里 他出演:七瀬かすみ、安藤なつ妃
- 子煩悩過ぎちゃう美人妊婦の性的子育て幸せの日々（3月19日、CROSS）共演:佐原みつな、高羽志乃
- あやつり人形SEX（3月20日、ROCKET）共演:村瀬優花
- GALと女子校生 season.3（4月11日、U&K）共演:愛菜りな
- 罵倒SEX (4月17日、SODクリエイト)…共演:松野ゆい、結城リナ、吉澤レイカ、桜井真央
- W連続 中出し 13連射!!真正生ハメ&中出しFuck!!（5月19日、みるきぃぷりん♪）共演:瀬戸ひなた
- キレイで大人のお姉さん限定! 過激でHなレズナンパ 2（7月1日、V(ヴィ)）
- 真正中出しの絶対アングル 〜初めての連続真正中出し6連射〜（7月19日、みるきぃぷりん♪）
- 保健室の先生は、優しいロリコン悪戯大好きパイパンマニアな同性愛者（7月19日、CROSS）共演:橘未稀、宝部ゆき、宮下せいか
- 渋谷BLACK VS 横浜BLACK 超有名2大ギャルサーが関東最強の座を賭けて真剣バトル!!（8月7日、GARCON）共演:矢沢リン、春名えみ、桜井真央、黒澤エレナ、長澤りか、東野愛鈴、蛯川真理、緋村由衣、ひなのりく
- 愛音ゆう初アナル 肛門ロリータ パイパン浣腸大男アナルFUCK（9月19日、CROSS)
- 爆乳ロリータ高身長 個性派ボディートリプルマンコ（9月19日、アンナと花子）共演:浜崎りお、一戸のぞみ

2010年
- フェラコレ2010秋SP（10月25日、隼エージェンシー）他多数出演
- こだわりの手コキ 4時間SP 38人のハンドメイド 17（11月25日、隼エージェンシー）他多数出演

### 映画
2008年
- ぶっ★かけ (、Jolly Roger)